# オールスタースポーツの祭典
『オールスタースポーツの祭典』（オールスタースポーツのさいてん）は、1982年と1983年にフジテレビ系列の単発特別番組枠『火曜ワイドスペシャル』で放送されたフジテレビ製作のスポーツバラエティ番組である。全2回。

## 概要
苗場プリンスホテルからの中継録画番組で、アイドルやタレントたちがホテルのフィールド、ゴルフコース、テニスコート、池や川をフルに使ってのスポーツと珍競技で熱戦を繰り広げた。同じく『火曜ワイドスペシャル』で放送されていた『オールスター雪の祭典』の姉妹版で、同様に苗場で行われていた。

## 放送日時
| 回 | タイトル                         | 放送日        |
| -- | -------------------------------- | ------------- |
| 1  | 翔べ！オールスタースポーツの祭典 | 1982年9月7日  |
| 2  | 第2回オールスタースポーツの祭典  | 1983年7月12日 |

## 出演者

### 司会
- あのねのね - 『雪の祭典』の副司会。

### キャプテン
- 田原俊彦 - 「トシ組」キャプテン
- 近藤真彦 - 「マッチ組」キャプテン

### 出場
- 渋谷哲平（*1）[1]
- ザ・ぼんち（*1）[1]
- 松田聖子（*1, *2）[1][2]
- 柏原よしえ→柏原芳恵（*1, *2）[1][2]
- 松本伊代（*1, *2）[1][2]
- 岩崎良美（*1, *2）[1][2]
- 河合奈保子（*2）[2]
- シブがき隊（*2）[2]
- 石川秀美（*2）[2]
- 堀ちえみ（*2）[2]
- ほか

### お手本マン
- ウガンダ・トラ